# سدریک ریچموند
سدریک ریچموند (به انگلیسی: Cedric Richmond) نمایندهٔ حوزه انتخابیه دوم لوئیزیانا از حزب دموکرات ایالات متحده آمریکا در مجلس نمایندگان ایالات متحده آمریکا است که برای نخستین‌بار در ۵۸ ژانویه ۲۰۱۱ میلادی به‌عضویت این مجلس درآمد.